# Phăng teo

Lá bài Joker màu

Phăng teo hay Joker là một lá bài đặc biệt có trong những bộ bài Tây hiện đại.
Một bộ bài thường có hai lá Joker, và hình vẽ trên những lá bài này khác nhau tùy vào nơi phát hành bộ bài. Thông thường, một lá Joker sẽ có màu trắng đen, còn lá còn lại có màu sắc đầy đủ. Có khi, một lá Joker màu đỏ, và lá kia màu đen. Trong những trò cần phải so sánh lá joker với nhau, joker có màu thường mạnh hơn joker trắng đen. Với những lá joker đỏ/đen, màu đỏ được tính là cơ hoặc rô, còn màu đen được dùng thay cho chuồn/pích. Hình trên lá joker thường là một thằng hề.
Cách dùng Joker rất khác nhau. Nhiều trò chơi bài hoàn toàn không dùng đến những lá này; những trò khác, như biến thể 25 lá của Euchre (bài u-cơ), lại xem joker là một trong những lá bài quan trọng nhất trong trò chơi. Thông thường, lá bài này là một lá bài tự do, cho phép nó đại diện nhiều lá khác nhau.
Người ta tin rằng từ Joker xuất phát từ chữ Jucker, tiếng Alsace của trò Euchre, vì lá bài này được dùng cho trò chơi của gia đình đó. Có cách giải thích khác, nó là sự phối hợp của Jucker và Poker, vì đây là những trò chơi nó được dùng phổ biến nhất.

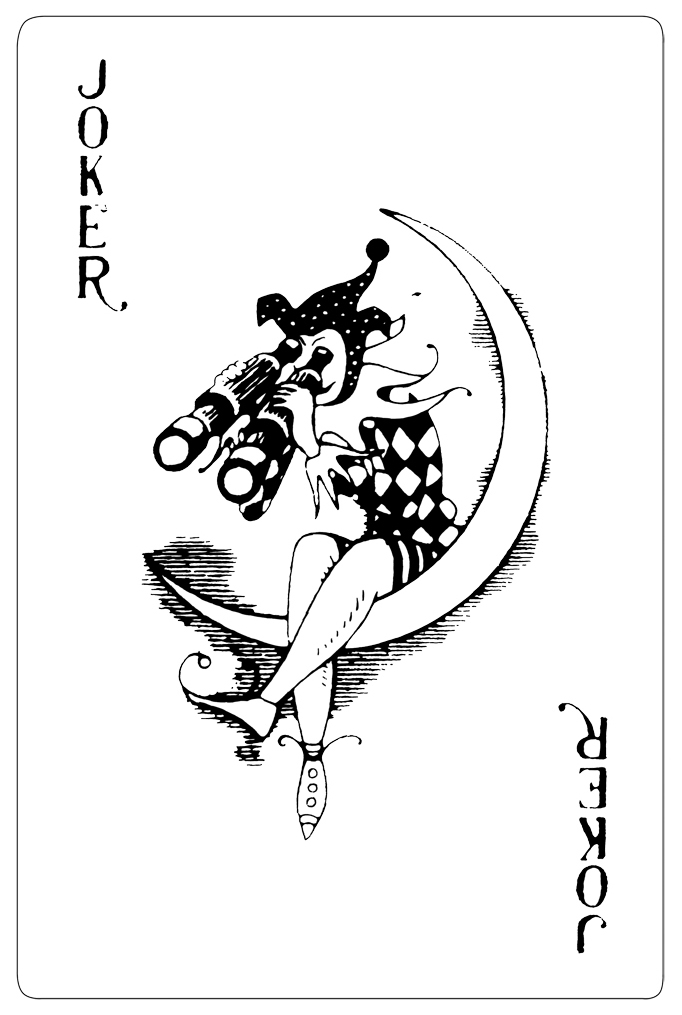
Lá bài Joker màu đen trắng

Lá Joker là một lá bài có thể cực kỳ có lợi, hoặc cực kỳ có hại. Trong trò Euchre nó thường dùng để chỉ Benny, lá bài chủ cao nhất. Trong poker, nó là tự do. Tuy nhiên, trong trò Old Maid dành cho trẻ em, lá joker đứng một mình đại diện cho Maid, một lá bài mà ai cũng tránh phải có.                                  
Lá Joker đôi khi thường được ký hiệu là chữ S chồng lên chữ U, nên thường bị hiểu nhầm là ký hiệu gốc của ký hiệu dollar.
Lá Joker thường bị so sánh với 'The Fool' trong Major Arcana của bộ bài Tarot. Chúng có hình dáng và chức năng tương tự; the Fool thường mạnh hơn.

## Cách sử dụng Joker trong những tròchơi bài

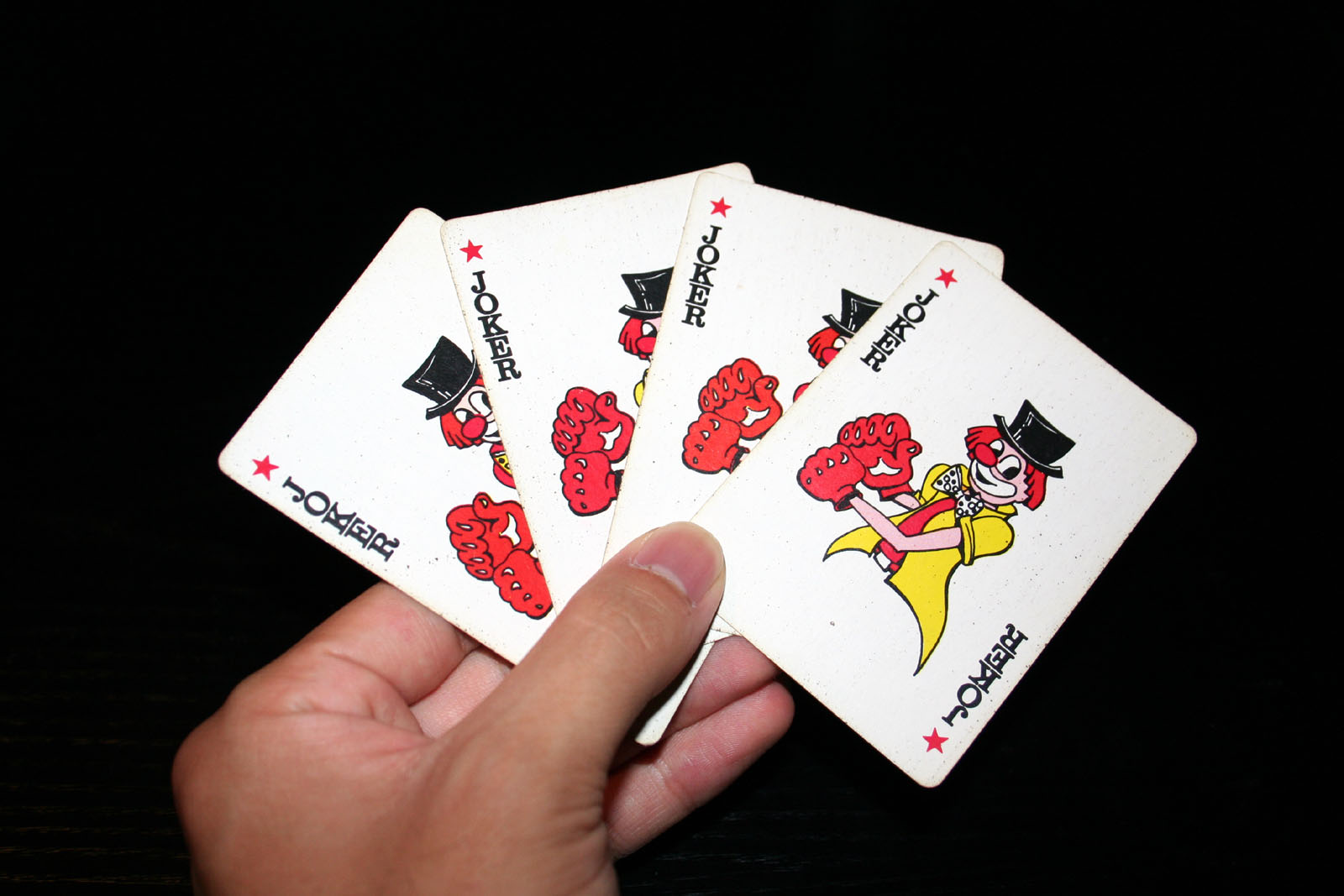
Bốn lá joker

- Euchre, 500, Spades: Là lá bài chủ mạnh nhất, "Benny" hay top bower.
- Canasta: Joker, giống như deuce, là lá bài tự do. Tuy nhiên, joker đáng giá 50 điểm khi ghép chung, chứ không chỉ 20 đối với deuce.
- Gin Rummy Joker là lá bài tự do.
- Hearts:Joker không xuất hiện trong hearts chuẩn, nhưng trong một số biến thể, nó là lá bài phạt với một số tính chất đặc biệt.
- Poker (1): Bài tự do. Một số biến thể poker hạn chế khả năng của joker, chỉ cho phép nó dùng như con át (xì), hoặc để tạo đủ 1 thùng hoặc một sảnh (Khi nó được gọi là bọ). Những lá joker không bị giới hạn có thể rất mạnh; chúng đảm bảo 1 đôi, biến một đôi có sẵn thành thành bộ ba, và biến 2 đôi thành Full house (một bộ ba, một đôi). Trong một vài dạng khác, joker có thể dùng để biến một tứ quý thành ngũ quý. Ngũ quý được xem là mạnh nhất, hơn cả Royal flush (sảnh năm con bắt đầu từ át).
- Poker (2): Có lúc joker được dùng như buck hay nút để chỉ người nào đang chia bài.
- Chase the Joker: Một phiên bản khác của Chase the Ace trong đó lá Joker được dùng thay cho con Át.
- War (chơi bài): Đánh bại tất cả các lá bài khác.

## Tác phẩm hư cấu
- Trong vũ trụ DC, the Joker - kẻ thù của Người dơi có hình dáng ăn mặc dựa trên lá bài này. Hình ảnh sau này của nhân vật thường dùng những lá bài sắc như dao cạo, đặc biệt là lá Joker, để làm vũ khí và danh thiếp.

- Trò chơi Fighter's Destiny N64 có chứa một nhân vật không thể giải mã tên là Joker. Đó là võ sĩ mạnh nhất.